# Movistar Arena (Buenos Aires)
La Movistar Arena è un impianto polifunzionale situato a Buenos Aires, in Argentina.
Inaugurato nel 2019, lo stadio ha una capienza massima di 15 000 spettatori.